# Dionisíacas

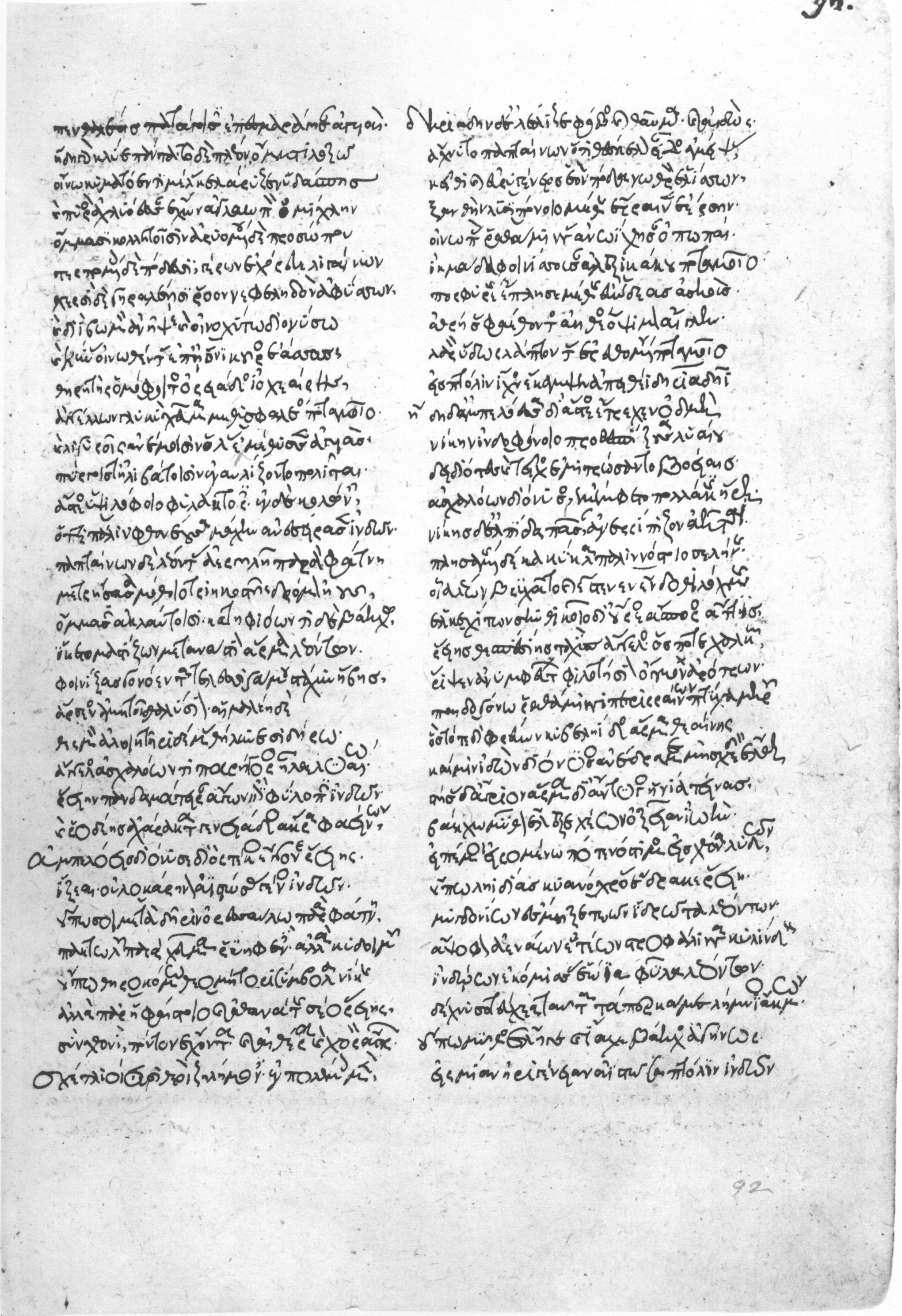
Manuscrito de las Dionisíacas.
Biblioteca Medicea Laurenciana. Florencia.

Las Dionisíacas (en griego antiguo Διονυσιακά Dionysiaká, también llamadas Basáricas, Βασσαρικά Bassariká) es una epopeya dividida en cuarenta y ocho cantos, compuesta en veintidós mil hexámetros dactílicos dionisíacos, redactada probablemente entre el 450 y el 470 d. C. por Nono de Panópolis, poeta egipcio de lengua griega.
Las Dionisíacas narran la vida del dios Dioniso, desde su nacimiento hasta su apoteosis, centrándose principalmente en la expedición del dios a la India.
Se le considera como la última gran obra poética del paganismo greco-romano. Constituye un testimonio mitográfico invaluable debido a la abundante cantidad de mitos, referencias astrológicas, mágicas y mistéricas que contiene, además del sincretismo religioso que refleja, exaltando al dios Dioniso en una misión providencial, en un momento histórico en el que las antiguas creencias politeístas cedían paso al monismo solar representado por el cristianismo y el mitraísmo.

## Contexto histórico
Las Dionisíacas representan una valiosa fuente para la historia de las ideas, debido a que reflejan muchas de las corrientes de pensamiento y tendencias espirituales de la época en que vivió Nono. En sus versos se encuentran elementos que delatan influencias del neoplatonismo y el sincretismo en torno al culto solar propio de la Antigüedad Tardía, junto a otros elementos evidentemente cristianos. En esa época proliferaron los cultos mistéricos, entre los que se encontraba el de Dioniso. La amalgama de cultos y formas de espiritualidad que convivieron en tiempos de Nono, permitió que equiparara en buena medida la figura de Cristo con la de Dioniso, como parte de un complejo proceso en el que el cristianismo asimiló muchas de las características del paganismo.

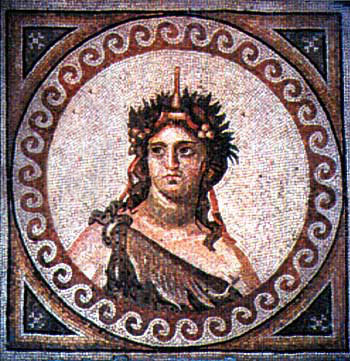
El dios Dioniso, figura central de las Dionisíacas, en un mosaico romano hallado en Antioquía (c. siglos -).

Lo que sucede con el Dioniso tardío, tal y como aparece en Nono, ya había sido obrado en el judaísmo helenizante y en el primer cristianismo. En figuras como Filón de Alejandría, Numenio de Apamea u Orígenes se nota una tendencia hacia la analogía de la filosofía helénica con el mundo judeocristiano. Así, el neoplatonismo resultó ser a la vez la filosofía propia y la del enemigo, como se verá en los enfrentamientos entre paganos y cristianos ocurridos en Alejandría. En este marco, el Imperio desde Diocleciano está ya abocado al monoteísmo con sustentación filosófica en el neoplatonismo y el estoicismo, y los siglos posteriores serían testigos del triunfo del cristianismo sobre los demás cultos mistéricos de origen oriental. Esta nueva espiritualidad se ve reflejada en las artes, y así, el ideal de salvación está implícito en las Dionisíacas, con Dioniso como figura central, aunque incorporando a este dios características propias de Cristo y de Mitra. El monoteísmo tomó mayor fuerza en la época de Nono, esta teología de origen solar equipararía a Cristo con Apolo, Helios, Mitra y Dioniso. Nono hace parte de las últimas generaciones de intelectuales que se preguntaron si la unidad de la divinidad podría tener múltiples manifestaciones.
La figura de Dioniso desempeñó un papel central en el tránsito hacia el monoteísmo, pues ya desde la Antigüedad Clásica tuvo características salvíficas reflejadas en sus misterios. Durante la primera época del Imperio romano, las bacanales tuvieron un éxito inusitado, pero la figura del dios como conquistador de la India fue ganando terreno a la vez que su culto se sustentaba cada vez más en el neoplatonismo. Hacia el final del Imperio, Dioniso estuvo más relacionado con la visión de la vida en el más allá, ganando amplia aceptación entre las clases populares, de modo que fue considerado por los cristianos como el mayor rival, junto con Mitra, de la figura de Cristo. De este modo, la literatura de Nono representó un enorme compendio de las múltiples tradiciones en torno a Dioniso.
En el siglo V d. C., Panópolis («Ciudad del dios Pan» para los griegos, llamada por los egipcios Khem-min), fue en la época de Nono una de las pocas ciudades del Alto Egipto (lideradas por Tebas) que representaron un bastión del politeísmo contra el avance monoteísta, gracias a que su aristocracia aún estaba impregnada de helenismo y seguía practicando los cultos paganos, de lo que es reflejo además el hecho de que, por la misma época, Panópolis fuera la patria de varios filósofos y poetas notables, como Horapolón el Antiguo, Ciro y Pamprepio (quien fue ejecutado tras su apoyo al fallido golpe de Estado de Illos contra Zenón). De hecho, los últimos reductos politeístas sólo desaparecerán de Egipto con la conquista musulmana.

## Estilo

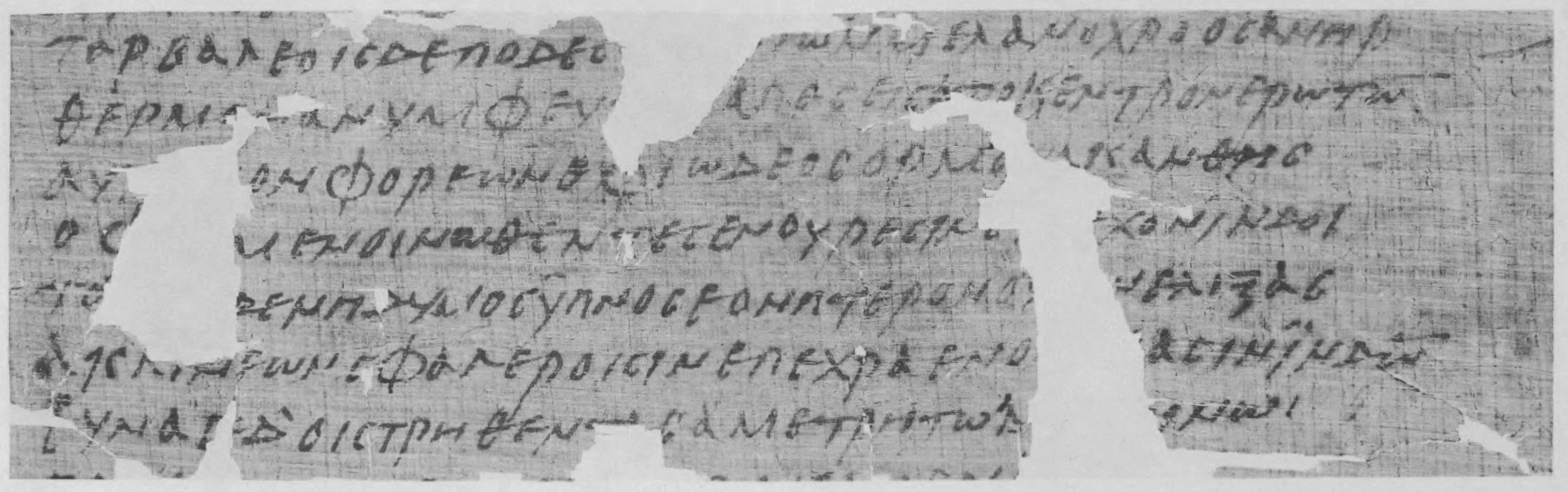
Detalle del Papyri Graecae Berolinensis, que contiene las Dionisíacas. Publicado en 1911 por Wilhelm Schubart.

Aunque conserva el hexámetro dactílico, verso clásico de la epopeya homérica, Nono obedece las normas de versificación establecidas por el poeta Calímaco de Cirene (siglo III a. C.) Además, se basa en la pronunciación del griego contemporáneo: el acento de intensidad es sustituido por el prosódico.
El poema es notablemente variado en su organización. Nono no parece ordenar su poema en una cronología lineal; más bien, los episodios están organizados en un orden cronológico flexible y por tema, al igual que las Las metamorfosis de Ovidio.
Como Quinto de Esmirna en sus Posthoméricas, Nono no duda en presentar versos e incluso episodios completos varias veces en su trabajo. Del mismo modo, le gusta variar los patrones y estilos, justificándose por el carácter proteico del dios al que canta. Cuando se dirige a las musas en el preámbulo, exclama:

Haced surgir para mí al Proteo de cien caras: que se revele en la diversidad de sus aspectos, tan diversos como el himno es en tono.

Las Dionisíacas combinan una variedad de temas, tratamientos literarios y alusiones eruditas que demuestran un amplio conocimiento de la mitología por parte del autor. También hay restos de un sincretismo pagano que incluye alusiones al cristianismo (Nono también escribió una Paráfrasis del Evangelio de San Juan).
En esta obra se encuentra combinada la épica homérica con temas bucólicos, himnos y relatos novelescos. El estilo y la métrica renovados de Nono marcarán una importante influencia para las generaciones posteriores, desde los llamados «nonianos» en los siglos V a VI, hasta sus ecos bizantinos en los discursos de Hirtaceno o los idilios de Planudes, y más tarde, su influencia llegará hasta la literatura del Barroco.
Las Dionisíacas se consideran una fuente mitológica y erudita de primer orden, puesto que refieren con detalle muchas tradiciones minoritarias o locales, temas a veces no atestiguados en ningún otro lugar.

## Estructura y contenido

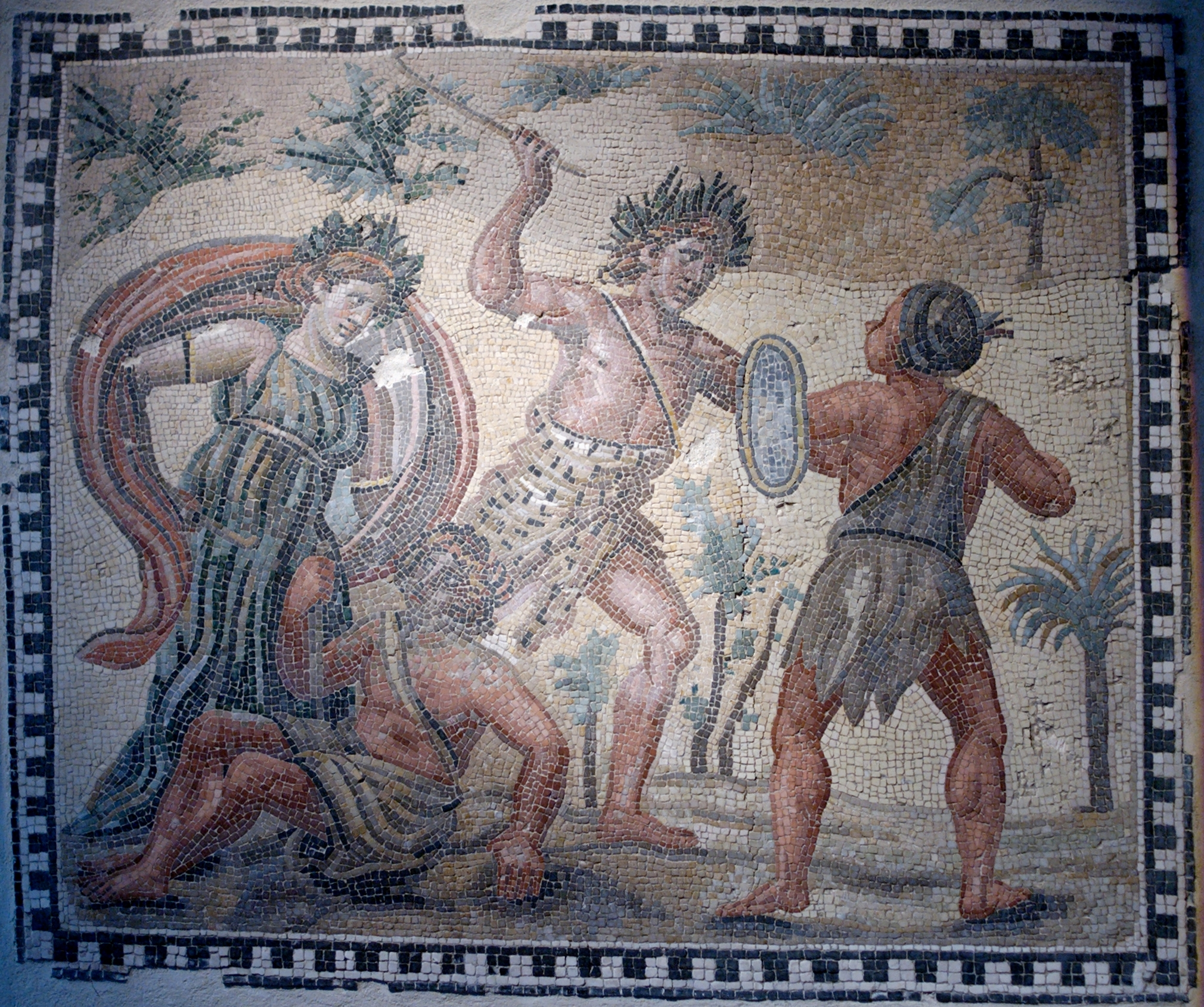
Mosaico romano en Tusculum representando el combate entre Dioniso y los indios (primera mitad del).

Las Dionisíacas constan de cuarenta y ocho cantos, una evidente alusión a Homero, pues la Ilíada y la Odisea están compuestas por veinticuatro cantos cada una desde el período helenístico. La composición del poema se ajusta a las normas establecidas por el retórico Menandro de Laodicea (finales del siglo III) para la alabanza de un soberano.
La obra se divide en dos partes, cada una integrada por veinticuatro cantos con un preludio y una invocación a la Musa.
- Cantos I a IV: evocación de la patria de Dioniso y sus antepasados (leyenda de Cadmo);
- Canto V: leyenda de Zagreo, el primer místico de Dioniso, que es la reencarnación Baco (leyenda egipcia inspirada en el mito de Osiris);
- Cantos VI a VIII: nacimiento de Dioniso;
- Cantos IX a XII: infancia del dios;
- Cantos XIII a XL: guerra de las Indias;
- Cantos XLI a XLVIII: regreso del dios, unión con Aura, de la que nació Yaco, el tercer Dioniso.

## Influencia
Nono parece haber sido una influencia importante para los poetas de la Antigüedad tardía, especialmente Museo el Gramático, Coluto, Cristodoro y Draconcio. Siguió siendo continuamente importante en el mundo bizantino, y su influencia se puede encontrar en José Genesio y Maximus Planudes, en las Plena y Baja Edad Media.  En el Renacimiento, Poliziano lo popularizó en Occidente y Goethe lo admiró en el siglo XVIII. También fue admirado por Thomas Love Peacock en la Inglaterra del siglo XIX.

## Ediciones
La primera edición que se publicó es la de G. Falckenburg, Amberes, 1569, quarto. En 1605 apareció en Hanau un edición en octavo, con una traducción al latín. Una reimpresión de esta, con una disertación de D. Heinsius y enmiendas de J. Scaliger, fue publicada en Leiden (1610, octavo). Una nueva edición, con un comentario crítico y explicativo, fue publicada por F. Graefe, Leipzig, 1819–26, en 2 tomos, octavo.
En español existe una traducción en cuatro tomos publicada entre 1995 y 2008, a cargo de S. Manterola y L. Pinker (vol. 1) y D. Hernández de la Fuente (vols. 2-4).